# خدن الفتاة
خدن الفتاة أو خدين الفتاة أو خليل الفتاة أو رفيق الفتاة وصاحبها، وفي معجم لسان العرب، هو الخِدْنُ والخَدِين الصديقُ، وفي المحكم الصاحب المُحدِّثُ والجمع أَخْدانٌ وخُدَناء والخِدْنُ والخَدِينُ الذي يُخَادِنُك فيكون معك في كل أَمر ظاهر وباطن، وخِدْنُ الجارية مُحَدِّثُها وكانوا في الجاهلية لا يمتنعون من خِدْنٍ يُحَدِّثُ الجارية فجاء الإسلامُ بهدمه. في التنزيل من خلال الآية: {مُحْصَناتٍ غيرَ مُسافحاتٍ ولا مُتَّخِذاتِ أَخْدانٍ}.

وفي الاصطلاح الحديث هي علاقة بين رجل وامراة تتوفر على جميع مظاهر الزواج من حميمية وتساكن وارتباط معيشي يومي دون رابط الزوجية، وهو ما يطلق عليه (بالإنجليزية: Boyfriend)، حسب الثقافة الغربية، هو رفيق منتظم للفتاة في علاقة رومانسية و/أو علاقة جنسية،  على الرغم من أن هذه العلاقات لا تكون عادة علاقات ملزمة طويلة الأمد (مثل الزواج) التي يُستخدم فيها ألقاب أخرى (مثل زوج وشريك) بشكل أكثر شيوعًا. ويمكن أن يُسمى صديق الفتاة أيضًا بالمعجب والعاشق والخطيب والمغازل.

## النطاق

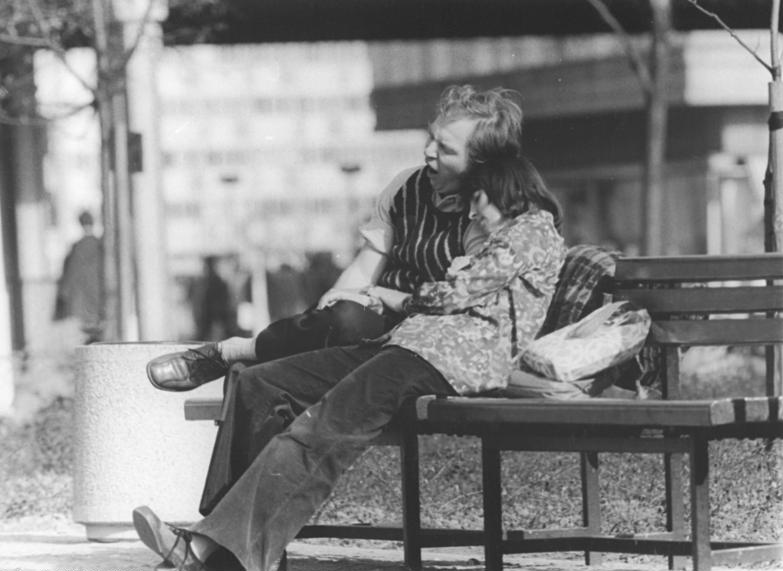
امرأة مع صديقها.

يوصف الشركاء في العلاقات الملزمة غير الزوجية في بعض الأحيان أيضًا باسم العاشق أو الشريك،
 لا سيما إذا كان الأفراد يتعايشون عيشة الأزواج.
صديق الفتاة والشريك يعنيان أشياء مختلفة لأناس مختلفين؛ والاختلافات بين المصطلحين غير موضوعية. وكيفية استخدام المصطلح يتحدد في نهاية المطاف بالتفضيل الشخصي.
وتشير إحدى الدراسات التي أجريت عام 2005 لأشخاص تتراوح أعمارهم ما بين 21 و35 عامًا ممن كانوا يعيشون أو كانوا قد عاشوا مع شريك رومانسي إلى أن عدم وجود مصطلحات مناسبة غالبًا ما يؤدي إلى مواقف محرجة، كأن يشعر شخص ما بالإزعاج بسبب عدم تقديمه في مواقف اجتماعية لتجنب المساءلة.
وهناك فرق كبير بين العشيقة (girlfriend) وصديق الفتاة وصديقة الفتى. وفي المعنى النحوي الدقيق، فإن العشيقة أو العشيق (صديق الفتاة) هو «فرد ذو أهمية» يقيم معه الشخص علاقة.

## تاريخ الكلمة
دخلت كلمة المواعدة اللغة الأمريكية خلال فترة «العشرينيات المزدهرة». وقبل ذلك، كانت المغازلة مسألة محل اهتمام الأسرة والمجتمع. وبدءًا من فترة الحرب الأهلية تقريبًا، أصبحت المغازلة شأنًا خاصًا بالشاب والفتاة. وفي أوائل القرن العشرين وحتى منتصفه في الولايات المتحدة، كانت تتم زيارة النساء في كثير من الأحيان من قِبل «المعجبين» (gentleman callers)، وهم رجال عُزاب كانوا يزورون منزل المرأة الشابة على أمل ببدء علاقة مغازلة. وانتهت حقبة «المعجبين» في أوائل القرن العشرين ونشأت الفكرة الحديثة للتواعد بين المعجبين.
وفي الأدب، يُناقش المصطلح في يوليو 1988 في رواية نيل بارتليت Who Was That Man? A Present for Mr Oscar Wilde (من كان هذا الرجل؟ هدية للسيد أوسكار وايلد). ففي الصفحات من 108 إلى 110، يقتبس بارتليت من أحد إصدارات مجلة The Artist and Journal of Home Culture، التي تشير إلى Alectryon باعتباره «عشيق إله الحرب».

## المرادفات
- يمكن أن يُشار إلى الرجل كبير السن باسم «أمورة بابا»، وهو رجل ثري يقدم الدعم المالي أو الإنفاق ببذخ على عشيقته أو صديقته أو عشيقه.[14]
- وفي الثقافة الشعبية واللغات العامية والدردشة على شبكة الإنترنت والرسائل النصية الخاصة بالهواتف المحمولة، يُستخدم أيًضا الاختصار bf (صديق فتاة).[15]
- وكلمة ليمان (بالإنجليزية: Leman) هي كلمة قديمة لكلمات «عشيقة وخليلة»، حيث إنها مشتقة من كلمة leofman التي كانت تُستخدم في العصور الوسطى في بريطانيا (1205)، ومن اللغة الإنجليزية القديمة leof (شبيهة بالكلمة الهولندية lief والكلمة الألمانية lieb) «عزيزي» + رجل «إنسان، شخص» كانت تُستخدم في الأصل على أي من الجنسين، ولكنها عادة ما تعني عشيقة.[16]
- وكان المصطلح شاب في بعض الفترات يُستخدم لإعطاء دلالات مشابهة. على سبيل المثال، في الفيلم «My Name Is Julia Ross (اسمي جوليا روس)» الذي أنتج عام 1945، سُئلت بطلة الفيلم، التي كانت تسعى للحصول على وظيفة سكرتارية، عما إذا كان لديها «شاب» [17] - وهو ما كان يُشار إليه في أفلام لاحقة بكلمة «عشيق».

## وصلات خارجية
- EtymologyOnLine